# Alexandre Torres
Alexandre Torres (n. 22 august 1966, Rio de Janeiro, Rio de Janeiro, Brazilia) este un fost fotbalist brazilian.
Torres a debutat la echipa națională a Braziliei în anul 1992.

## Statistici
| Brazilia | Brazilia | Brazilia |
| An       | Meciuri  | Goluri   |
| -------- | -------- | -------- |
| 1992     | 1        | 0        |
| Total    | 1        | 0        |